# Byrsonima hypoleuca
Byrsonima hypoleuca är en tvåhjärtbladig växtart som beskrevs av Porphir Kiril Nicolai Stepanowitsch Turczaninow. Byrsonima hypoleuca ingår i släktet Byrsonima och familjen Malpighiaceae. Inga underarter finns listade i Catalogue of Life.